# Chains Around My Heart
Chains Around My Heart è una power ballad di Richard Marx, ed è la traccia finale del suo terzo album Rush Street. Venne estratta come ultimo singolo dall'album e si piazzò alla posizione numero 44 della Billboard Hot 100.
La canzone è stata accompagnata da un video musicale girato interamente in bianco e nero.

## Posizioni in classifica
| Classifica (1992)                           | Posizione massima |
| ------------------------------------------- | ----------------- |
| Australia (ARIA Singles Chart)              | 59                |
| Regno Unito (Official Singles Chart)        | 29                |
| Stati Uniti (Billboard Hot 100)             | 44                |
| Stati Uniti (Hot Adult Contemporary Tracks) | 9                 |